# Micromeryx
A Micromeryx az emlősök (Mammalia) osztályának párosujjú patások (Artiodactyla) rendjébe, ezen belül a pézsmaszarvasfélék (Moschidae) családjába tartozó fosszilis nem.

## Tudnivalók
A Micromeryx-fajok Európa és Ázsia területein éltek, körülbelül 12-8 millió évvel ezelőtt, a középső és késő miocén korszakok idején. Valószínűleg Ázsia nyugati részén fejlődtek ki, és onnan terjedtek szét Európába és Kelet-Ázsiába. Maradványaikat megtalálták Spanyolországban, Törökországban és Kínában is. Ugyanazokon a helyeken, de valamivel korábban éltek a rájuk hasonló Hispanomeryx-fajok.
Ezek az állatok igen hasonlítottak a mai szibériai pézsmaszarvasra (Moschus moschiferus), azonban kisebbek voltak nála. Talán csak 5 kilogrammosak lehettek. A fogazatuk a mai Cephalophus-fajokéra emlékeztet, viszont ősibb vonásúak. Mint a modern pézsmaszarvasok esetében, a Micromeryx hímek szájából is kilógtak a nagy szemfogak. A testük karcsú és rövid volt, azonban lábaik a testükhöz képest nagyon hosszúak voltak.

## Rendszerezés
A nembe az alábbi 2-3 faj tartozik:
- Micromeryx azanzae Sánchez & Morales, 2008
- Micromeryx flourensianus Lartet, 1851 - típusfaj
- ?Micromeryx eiselei Aiglstorfer at al., 2017[2][3]

## Képek

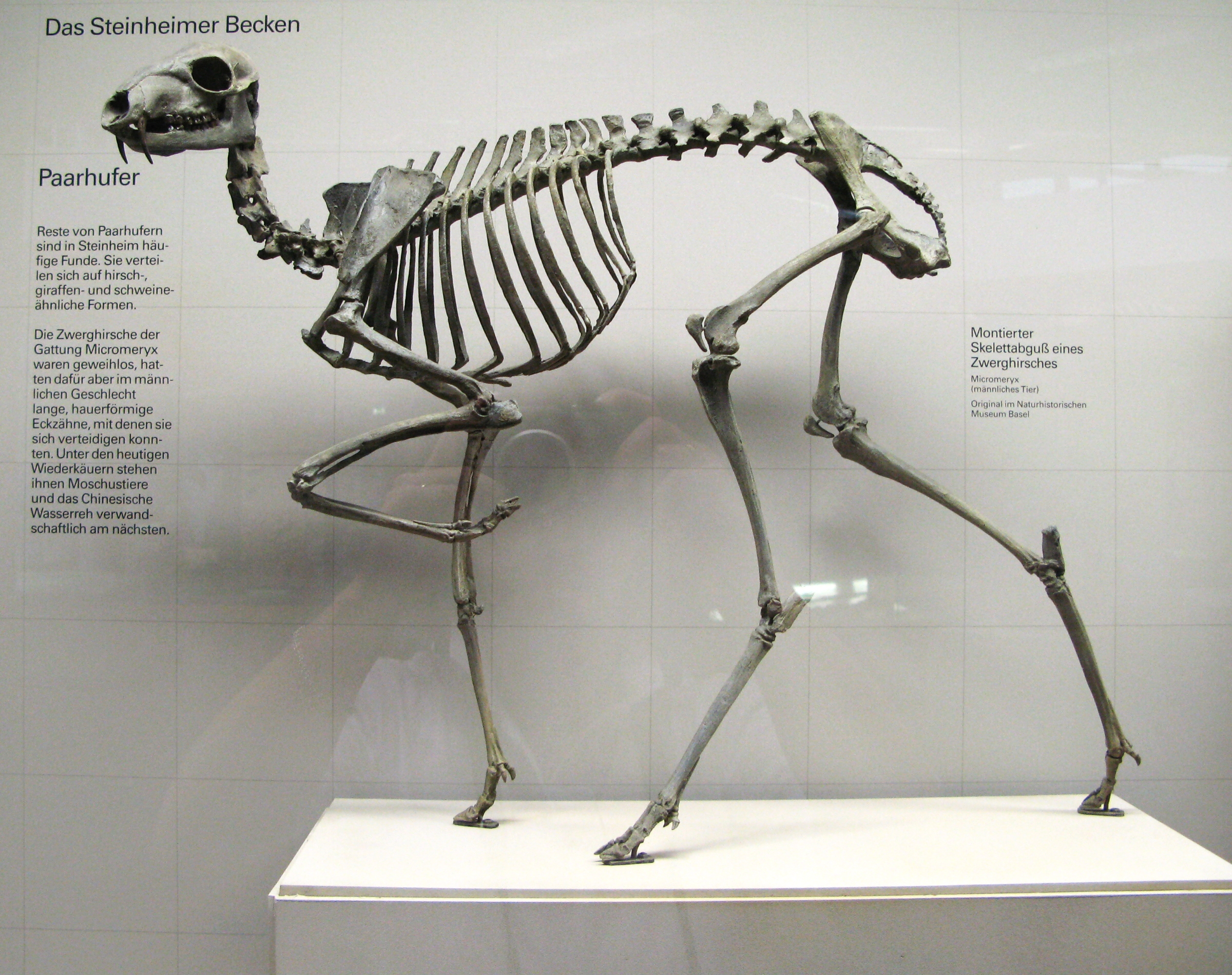
Micromeryx csontváz
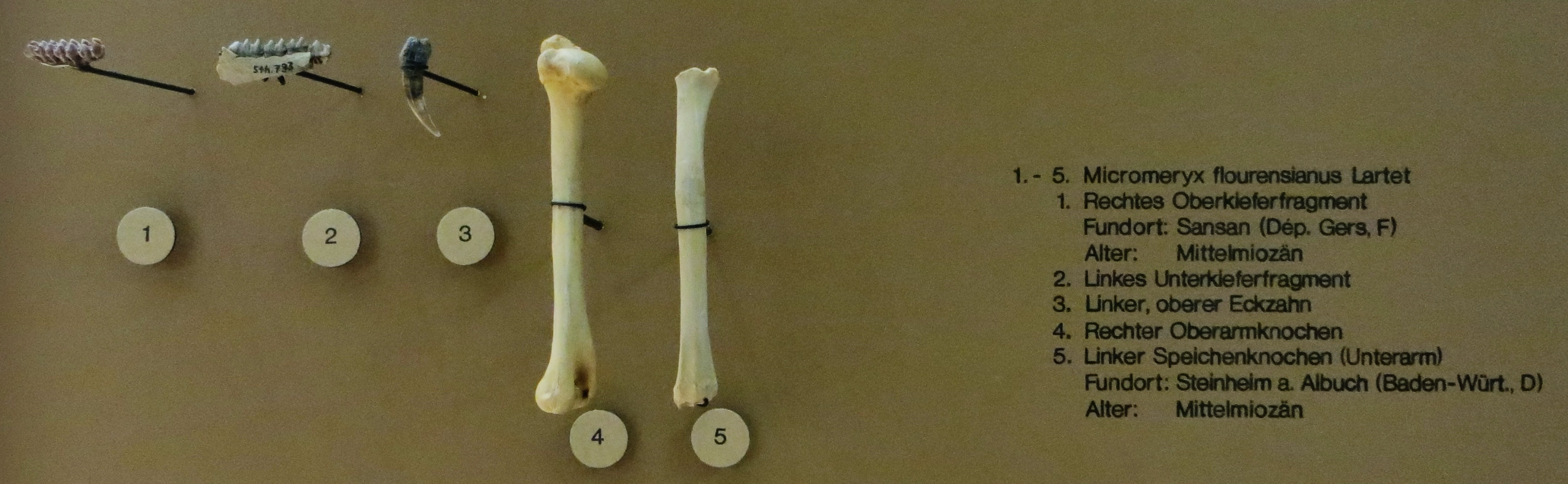
Micromeryx flourensianus csontok

### Fordítás
- Ez a szócikk részben vagy egészben  a   Micromeryx című angol Wikipédia-szócikk ezen változatának fordításán alapul.  Az eredeti cikk szerkesztőit annak laptörténete sorolja fel. Ez a jelzés csupán a megfogalmazás eredetét és a szerzői jogokat jelzi, nem szolgál a cikkben szereplő információk forrásmegjelöléseként.